# DF-15
El misil Dong Feng 15 (en chino 东风导弹, literalmente viento del este), también denominado CSS-6, es un misil balístico chino de alcance medio y propulsado por combustible sólido desarrollado a mediados de los años 1980. Entró en servicio en 1988.

## Historia
El desarrollo del DF-15 comenzó en 1985 con una propuesta de diseño final que fue aprobada por el PLA en 1987. Desde finales de la década de 1980 hasta mediados de la década de 1990, se realizaron las pruebas del misil en el desierto de Gobi. La primera exhibición pública del misil tuvo lugar en la Exposición de Defensa de Beijing en 1986. El Segundo Cuerpo de Artillería habría desplegado una pequeña cantidad de misiles al año siguiente.
En 1989, Libia acordó financiar la compra de misiles M-9 por parte de Siria a China. La venta de misiles a Siria fue cancelada bajo la presión de Estados Unidos en 1991.

## Descripción
El DF-15 utiliza un motor cohete de una sola etapa de combustible sólido. Se lanza verticalmente desde un lanzador montador transportador de ocho ruedas (TEL). La trayectoria del misil se guía mediante pequeños propulsores y un sistema de guía inercial en la ojiva. La ojiva es solo una décima parte del tamaño del cuerpo del misil. Después de que el cuerpo y la ojiva se separan, el cuerpo se desplaza hacia atrás para camuflar la ojiva. La velocidad terminal del misil es superior a Mach 6. Puede transportar una carga útil de 500 a 750 kg hasta 600 kilómetros, con una precisión de 300 m de error circular probable (CEP).
El DF-15A es una variante que emplea aletas de control en la parte trasera del misil y en el vehículo de reentrada, actualizaciones de GPS y guía de radar terminal. Se cree que su carga útil es de 600 kg con un alcance de 900 km y una precisión mejorada de 30-45 m CEP. El DF-15B es una variante mejorada con características similares, así como un buscador de radar activo, un telémetro láser y un vehículo de reentrada maniobrable . Con un alcance de entra 50 a 800 km y una mayor precisión de 5 a 10 m CEP.
El DF-15C es una variante antibúnker equipada con una ojiva de penetración profunda, con un alcance de 700 km y una precisión de 15-20 m CEP. Originalmente fue diseñado con la capacidad de destruir el Centro de Comando Militar Heng Shan en la capital de Taiwán, Taipéi, que fue construido para resistir una explosión nuclear de 20 kilotones, una explosión de bomba convencional de 2 kilotones o un pulso electromagnético ; otro objetivo sería la Base de la Fuerza Aérea de Chiashan . En caso de una invasión, la destrucción del principal centro de comando de Taiwán dificultaría la coordinación de las defensas. El alcance del misil también llega a lugares tan lejanos como Kyushu en Japón, bases militares estadounidenses en Okinawa y la capital india de Nueva Delhi.

## Especificaciones
- Apogeo: 100 km
- Masa total: 6170 kg
- Diámetro: 1 m
- Longitud total: 9,1 m
- Envergadura: 1,22 m
- Ojiva: 950 kg
- Alcance máximo: 605 km
- Guía: inercial
- CEP: 1,35 km